# Brachiaria jaliscana
Brachiaria jaliscana là một loài thực vật có hoa trong họ Hòa thảo. Loài này được Santana Mich. mô tả khoa học đầu tiên năm 1992.